# فريديريك كوال
فريديريك كوال (بالفرنسية: Frédéric Michel Kowal)‏ هو مجدف فرنسي، ولد في 2 أكتوبر 1970 في Nogent-sur-Seine ‏ في فرنسا.

## وصلات خارجية
- فريديريك كوال على موقع الاتحاد الدولي للتجديف (الإنجليزية)
- فريديريك كوال على موقع اللجنة الأولمبية الدولية (الإنجليزية)
- فريديريك كوال على موقع أوليمبيديا (الإنجليزية)